# Еничева, Мария Павловна
Мария Павловна Еничева, в девичестве — Ельчищева (30 сентября 1928 года, село Данково, Левороссошанский район, Центрально-Чернозёмная область — 2001 год, Воронеж) — передовик сельскохозяйственного производства, звеньевая колхоза «Красный Октябрь». Герой Социалистического Труда (1948).

## Биография
Родилась 30 сентября 1928 года в крестьянской семье в селе Данково Левороссошанского района (сегодня — Новоусманский район Воронежской области) Центрально-Чернозёмной области. С 1943 года работала звеньевой в колхозе «Красный Октябрь» Левороссошанского района.
В 1947 году звено, руководимое Марией Ельчищевой, собрало высокий урожай зерновых, за что она была удостоена в 1948 году звания Героя Социалистического Труда.
После окончания школы по подготовке колхозных кадров с 1950 по 1953 год работала агрономом Старокалитвянской МТС и с 1953 по 1963 год — агрономом в колхозе «Россия» Верхнемамонского района Воронежской области. В 1963 году переехала в Воронеж, где трудилась на различных городских предприятиях.
В 1979 году вышла на пенсию. Умерла в 2001 году в Воронеже.

## Награды
- Герой Социалистического Труда — указом Президиума Верховного Совета СССР от 18 января 1948 года
- Орден Ленина